# Cap Blomidon
Le cap Blomidon (anglais : Cape Blomidon) est un cap situé sur la côte du bassin des Mines.
Le cap Blomidon est situé dans le comté de Kings au nord-est de la péninsule de Blomidon.

## Toponymie
Samuel de Champlain avait baptisé le promontoire « cap Poutrincourt » mais le nom ne dura pas et les Acadiens le nommaient plutôt « cap Baptiste ». Après le Grand Dérangement, les premiers colons anglais le renomment « Cape Porcupine », nom qu'il porta longtemps en parallèle avec celui de « Cape Blowmedown ». C'est le 1er octobre 1959 qu'il fut renommé sous son nom actuel.

## Géographie
Le cap est situé dans le parc provincial de Blomidon.

## Géologie
Le cap Blomidon est composé en majorité de grès en contraste à la majorité de la montagne du Nord qui est composé de Tholéiite.